# Citroën C2
Citroën C2 er en personbil fra Citroën, der blev introduceret i Danmark i 2003. Sammen med Citroën C3, var det meningen at Citroën C2 skulle erstatte den populære Citroën Saxo. 
Udvendigt er der stor forskel på de to biler, mens de indvendigt deler interiør. Citroën C2 fås kun i tre dørs udgave, hvor den større Citroën C3 kun fås som fem dørs.
Citroën C2 er blevet udstyret med PSA-koncernens Stop-Start-teknologi, som slukker motoren når koblingen trædes i bund. Citroën bebuder, at den løsning har sænket brændstofforbruget med ti procent ved almindelig kørsel og hele 15 procent når man færdes i tæt bytrafik. Et lignende system er også er set i den meget økonomiske Volkswagen Lupo 3L. Desværre tilbyder Citroën ikke dette system i Danmark på nuværende tidspunkt.
Til gengæld fås Citroën C2 med den fem trins semi-automatiske gearkasse, der hos Citroën kaldes SensoDrive. 

## Motorer
| Model        | Motor- kode | Cylindre / ventiler | Slagvolume cm3   | Effekt / omdr.         | Moment / omdr. | Årgang      |
| ------------ | ----------- | ------------------- | ---------------- | ---------------------- | -------------- | ----------- |
| Benzin       |             |                     |                  |                        |                |             |
| 1.1i 8V      | TU1 JP      | 4 / 8               | 1,1 L (1124 cm³) | 44 kW (60 hk) / 5.500  | 94 Nm / 3.300  | 2003 − nu   |
| 1.4i 8V      | TU3 JP      | 4 / 8               | 1,4 L (1360 cm³) | 54 kW (73 hk) / 5.400  | 116 Nm / 3.300 | 2003 − nu   |
| 1.4i 16V*    | ET3 J4      | 4 / 16              | 1,4 L (1360 cm³) | 65 kW (88 hk) / 5.400  | 133 Nm / 3.250 | 2006 − 2008 |
| 1.6i 16V VTR | TU5 JP4     | 4 / 16              | 1,6 L (1587 cm³) | 80 kW (109 hk) / 5.800 | 147 Nm / 4.000 | 2003 − 2006 |
| 1.6i 16V VTS | TU5 JP4S    | 4 / 16              | 1,6 L (1587 cm³) | 90 kW (122 hk) / 6.500 | 143 Nm / 3.750 | 2004 − nu   |
| Diesel       |             |                     |                  |                        |                |             |
| 1.4 HDi      | DV4 TD      | 4 / 8               | 1,4 L (1398 cm³) | 50 kW (68 hk) / 4.000  | 160 Nm / 2.000 | 2004 − nu   |
| 1.6 HDi*     | DV6 TED4    | 4 / 16              | 1,6 L (1560 cm³) | 80 kW (109 hk) / 4.000 | 240 Nm / 1.750 | 2007 − nu   |

* Motoren findes ikke på det danske modelprogram.

## Billeder
Klik på billederne for at se dem i stort format.
- Citroën C2 VTS
- Citroën C2
- Citroën C2

- Wikimedia Commons har flere filer relateret til Citroën C2